# دانیل تیس
دانیل تیس (انگلیسی: Daniel Theis؛ زادهٔ ۴ آوریل ۱۹۹۲) بازیکن بسکتبال اهل آلمان است.
از باشگاه‌هایی که در آن بازی کرده‌است می‌توان به بوستون سلتیکس اشاره کرد.
وی در مسابقات کشوری و بین‌المللی در مجموع برندهٔ ۱ مدال برنز شده‌است.